# لوک به نیروی دریایی می‌پیوندد
لوک به نیروی دریایی می‌پیوندد (انگلیسی: Luke Joins the Navy) یک فیلم کمدی صامت کوتاه به کارگردانی هال روچ است که در سال ۱۹۱۶ منتشر شد. نسخه‌ای از این فیلم در موزه هنر مدرن نگهداری می‌شود.

## بازیگران
- هارولد لوید
- اسناب پالرد
- ببه دنیلز
- سمی بروکس
- باد جیمیسون
- چارلز استیونسون
- دی لمپتون
- هری تاد
- فرد سی. نیومیر
- مارگارت جاسلین